# Rafnia crispa
Rafnia crispa är en ärtväxtart som beskrevs av Charles Howard Stirton. Rafnia crispa ingår i släktet Rafnia, och familjen ärtväxter. Inga underarter finns listade i Catalogue of Life.